# Kotokos
Els kotokos o poble kotoko són una ètnia africana que viu al sud del llac Txad, al curs inferior del Chari i del Logone. Tot i que a hores d'ara viuen majoritàriament al Camerun, hi ha kotokos també a Txad i a Nigèria. El 1950 s'estimava que eren uns 50.000. Els àrabs shuwa, que van penetrar als seus territoris a partir del segle xviii els han sobrepassat en nombre; també hi viuen kanuris, peuls i hausses però en pobles totalment separats. Són caçadors i pescadors i en menor mesura pagesos. Són considerats els descendents dels saos els suposats primers habitants de la regió del llac Txad. Els saos que no foren exterminats pels kanembus i els kanuris es van refugiar a la regió del Chari i el Logone, menys accessible i van formar un regne anomenat Kotoko que va derivar en diversos principats menors (com Kousseri, Logone-Birni, Makari i Mara).